# Mildred Feuchter
Mildred Feuchter (n. Ciudad Obregón, Sonora, 2 de septiembre de 1997) es una actriz de televisión, cantante y modelo mexicana. Es conocida por interpretar a Paloma Pérez en la telenovela La herencia y a Jazmín Medina en Mi secreto.

## Carrera
Feuchter inició su carrera en el Centro de Educación Artística de Televisa más conocida como (CEA) durante los años 2016-19. Debutó en televisión en el 2020, interpretando al personaje de Ivette en la telenovela Vencer el desamor junto a Daniela Romo, Claudia Álvarez y David Zepeda.
En su faceta como cantante en 2022 se une a una agrupación trial llamada Venus, el cual hacen distintos covers de cantantes del género regional mexicano , la cual tiempo después hicieron una gira que se llamó Cumbia Machine Tour en el 2023, junto a otros artistas musicales como Lupillo Rivera, Benny Ibarra, Yahir, María León y Victor Garcia. También ha publicado canciones como solista como "Que Creias" y "Adiós", en esta última colaboró con la cantante de pop, Prymanena.

## Filmografía
| Año       | Título             | Rol                    | Notas                        |
| --------- | ------------------ | ---------------------- | ---------------------------- |
| 2024      | Vecinos            | Clarabella             | Invitada; 4 episodios        |
| 2022-2023 | Mi secreto         | Jazmín Medina          | Rol recurrente; 1 episodio   |
| 2022      | La herencia        | Paloma Pérez del Monte | Rol principal; 80 episodios  |
| 2020      | Vencer el desamor  | Ivette                 | Rol recurrente; 92 episodios |
| 2020      | Como dice el dicho | Varios roles           | Unitario; Varios episodios   |